# Hmoždíř

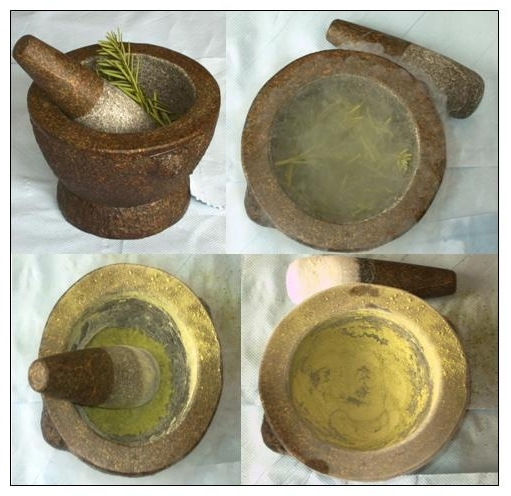
Drcení bylin v hmoždíři

Hmoždíř (či moždíř) je nádoba, sloužící k roztloukání a drcení koření nebo krystalických látek. Jeho příslušenstvím je podlouhlá palička s rozšířeným koncem, která se nazývá tlouk, tlouček nebo trdlo.
V přeneseném významu se slovo moždíř používá i pro označení krátkého děla velké ráže, které střílí vrchní skupinou úhlů.

## Historie

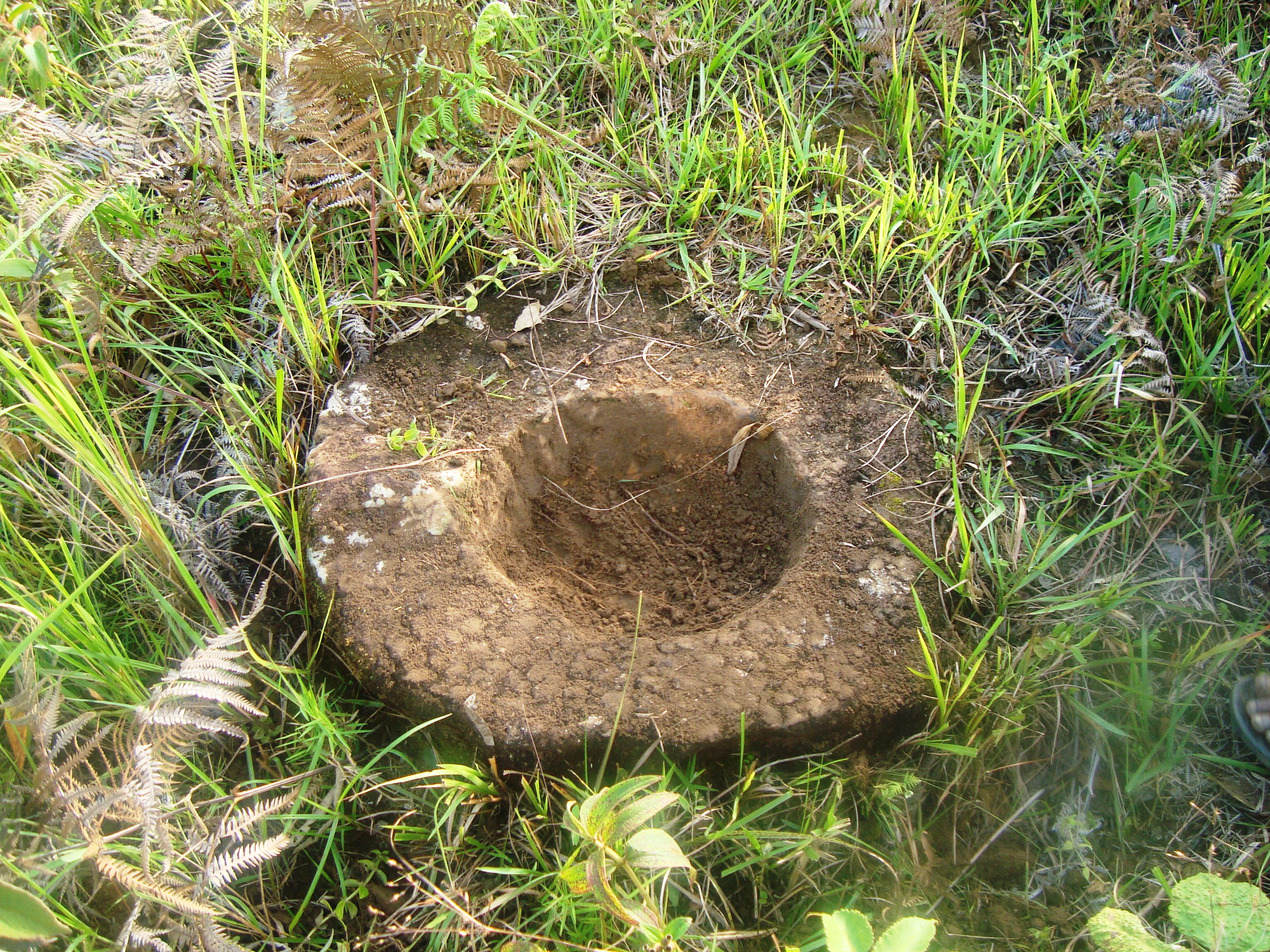
Kamenný hmoždíř

Historikové jsou přesvědčeni, že nejstarší nalezené hmoždíře pochází z doby 35 000 let před naším letopočtem. První hmoždíře měly podobu jen kamenného důlku s kamenným tloučkem.[zdroj?]
Používal se ve středověkých kuchyních, ale velmi často se s ním lze setkat i v současnosti.

## Kovové hmoždíře

### Mosaz
Nejčastěji jsou hmoždíře vyrobeny z mosazi. Většina mosazných hmoždířů má na spodní straně vyraženo číslo které značí velikost hmoždíře. Lze se setkat s případy, kdy je mosazný hmoždíř zasazen v zemi, kdy sloužil k uzemnění rádia.

### Bronz

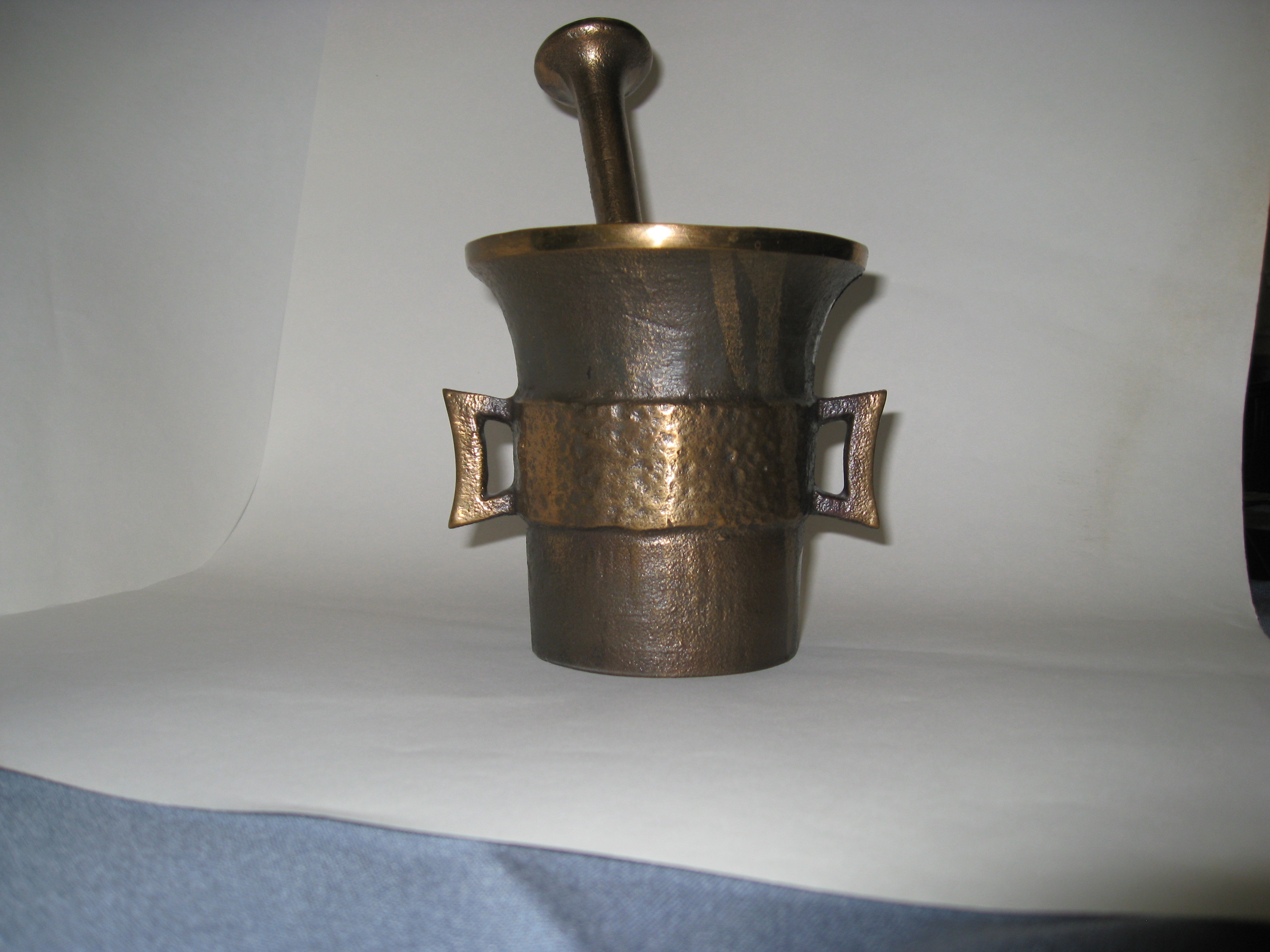
Bronzový hmoždíř odlit do pískové formy

Méně často jsou hmoždíře vyrobeny z bronzu. Bronzové hmoždíře bývají dražší než mosazné. Ty nacházely využití především v lékárnách. Většinou se dělaly ze zvonoviny nebo z bronzu s 10% příměsí cínu. Bronz na hmoždíře nesmí obsahovat olova a jiné jedovaté přísady. Dříve se mohlo stát že slévárník chtěl ušetřit drahý cín pro sebe a namísto toho dal do slitiny olovo.

### Zinek
Původní lékárenské hmoždíře se vyráběly ze zinku, který se dal povrchově dobře upravovat. Zinkové hmoždíře nejsou tak pevné jako bronzové, a při pádu na zem docházelo k prasknutí těla hmoždíře.

### Litina

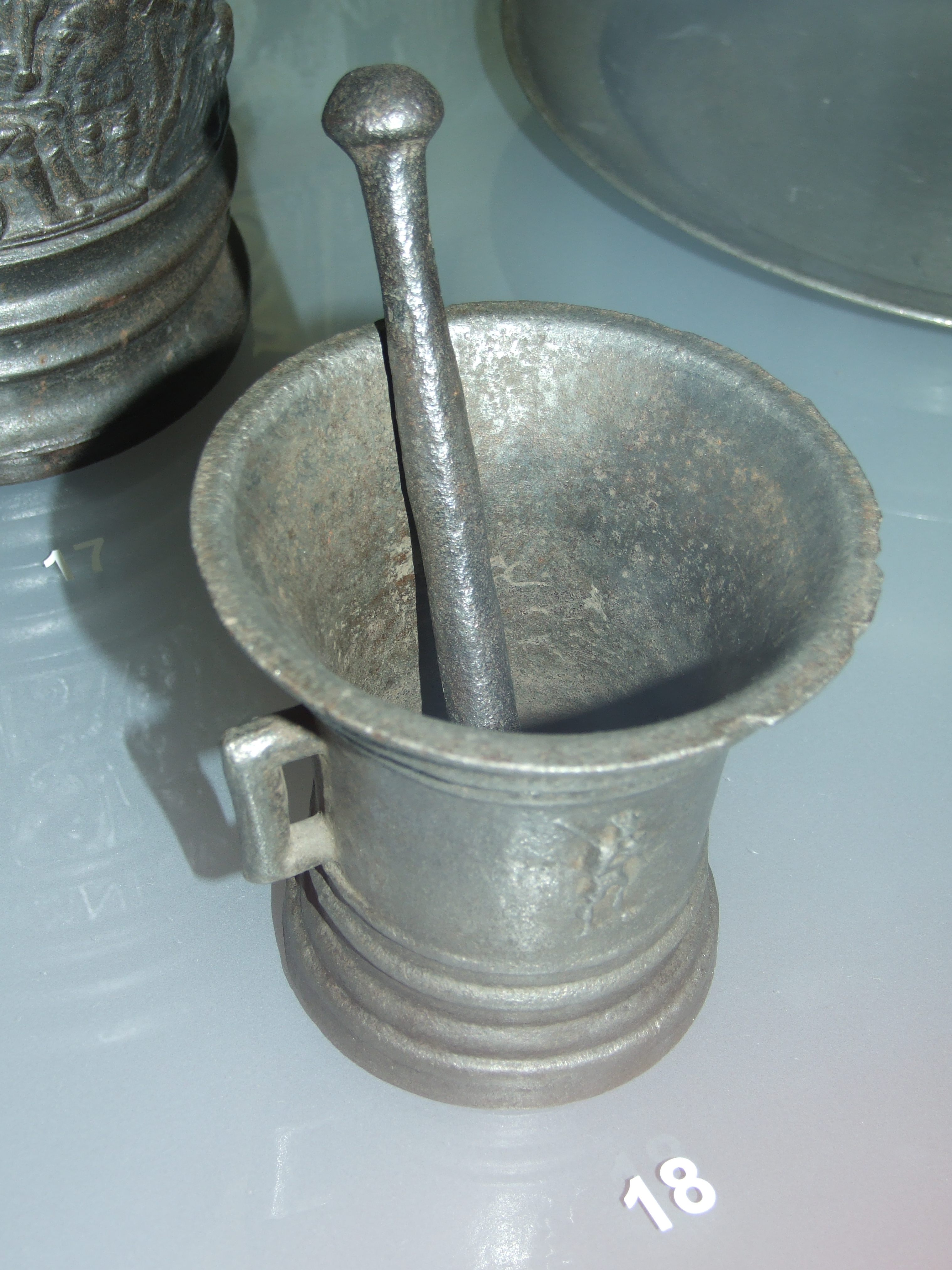
Litinový hmoždíř

Litinové hmoždíře se ve velkém začaly vyrábět v době první světové války. Litinovým hmoždířům se také říká náhražkové, neboť byly výměňovány za mosazné, ze kterých se dělaly výstelky do děl. Litina však není pro výrobu hmoždířů příliš vhodná kvůli rychlé korozi, zejména při zpracování kyselých materiálů.

### Ostatní kovy
Ostatní kovy jako cín se nehodí na hmoždíř z důvodu malé pevnosti.
V laboratořích se používají spíše porcelánové misky či méně často speciální titanové hmoždíře.

## Ostatní materiály

### Sklo, porcelán a keramika
V dnešní době se už většinou kovové hmoždíře nevyrábějí z důvodu vysoké ceny a možné koroze. Daleko častěji je využíván porcelán jako levný materiál, chemicky netečný k potravinám a chemikáliím. Porcelánové laboratorní náčiní podobné hmoždíři se nazývá třecí miska.

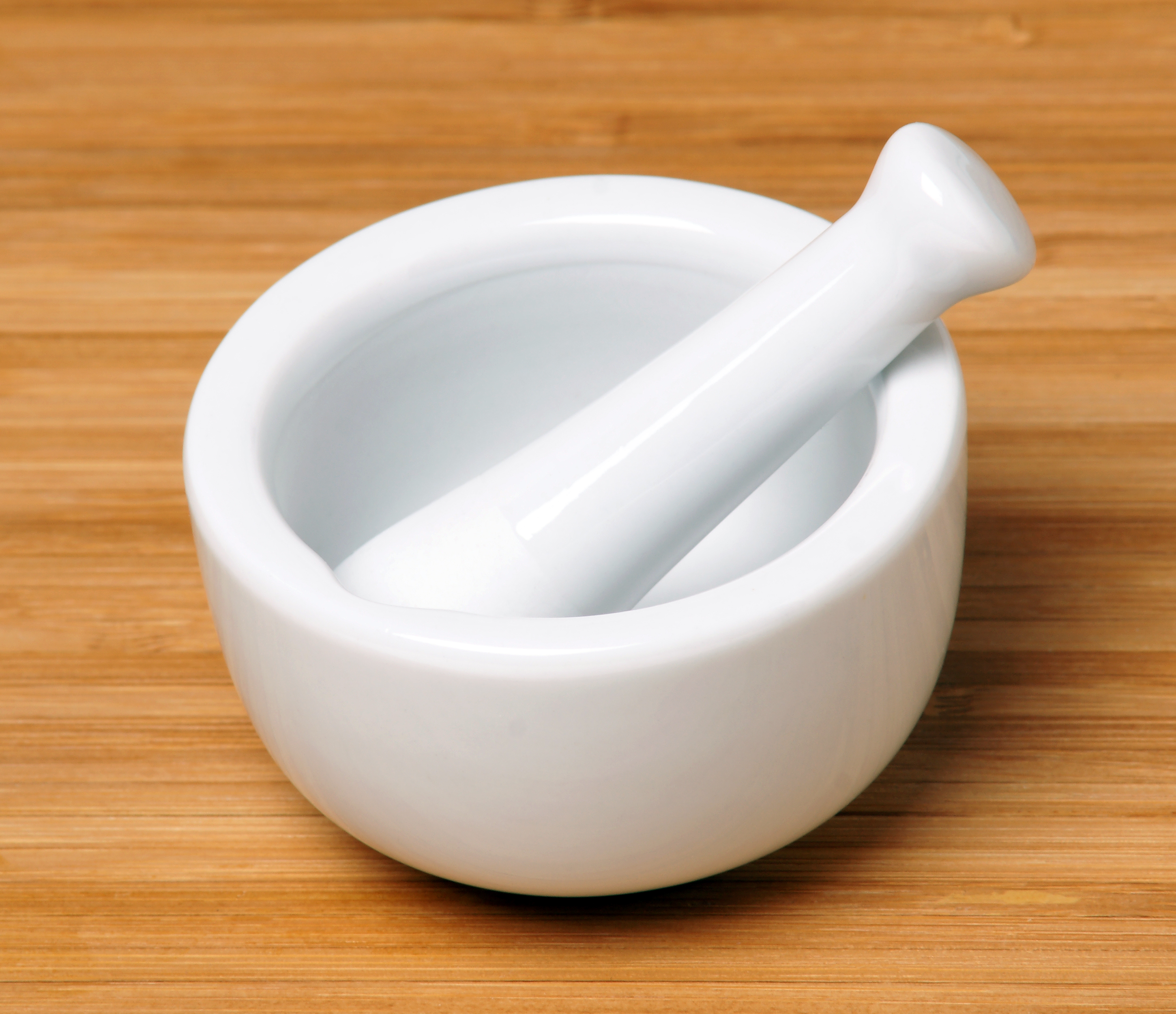
Porcelánový hmoždíř neboli třecí miska (s tloučkem)

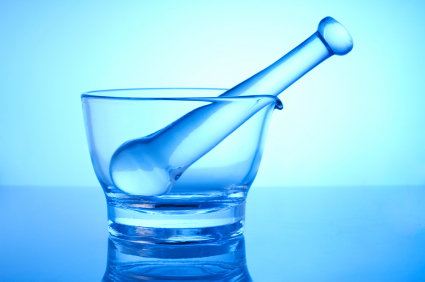
Skleněná moderní podoba Fantovy misky

Kvůli chemické netečnosti se používá na hmoždíře také kámen a sklo.

### Dřevo
Dřevo je velice levný materiál, který se používá především na velké hmoždíře. Tlouk může mít na konci ocelovou kouli. Dodnes ho používají v kuchyních afrických států či v některých rozvojových zemích. Dříve se takovýto hmoždíř používal mimo jiné také k výrobě másla. Ten se pak nazývá máselnice.